# 150 Nuwa
Nuwa /ˈnjuːwɑː/ (định danh hành tinh vi hình: 150 Nuwa) là một tiểu hành tinh lớn ở vành đai chính. Thành phần cấu tạo của nó gồm cacbonat chondritic. Bề mặt của nó quá tối. Ngày 18 tháng 10 năm 1875, nhà thiên văn học người Mỹ gốc Canada James C. Watson phát hiện tiểu hành tinh Nuwa khi ông thực hiện quan sát tại Đài quan sát Detroit và đặt tên nó theo tên Nüwa, nữ thần sáng tạo trong thần thoại Trung Hoa.
Ngày 17 tháng 12 năm 1999, một ngôi sao đã bị Nuwa che khuất.